# Eriocaulon iringense
Eriocaulon iringense är en gräsväxtart som beskrevs av Sylvia Mabel Phillips. Eriocaulon iringense ingår i släktet Eriocaulon och familjen Eriocaulaceae. Inga underarter finns listade i Catalogue of Life.